# Hummelberg (Gemeinde Bad Traunstein)
Hummelberg ist eine Ortschaft und als Hummelberg Amt eine Katastralgemeinde der Gemeinde Bad Traunstein im Bezirk Zwettl in Niederösterreich.

## Geografie
Die Streusiedlung befindet sich nördlich von Bad Traunstein und ist nur über Nebenstraßen erreichbar. Zur Ortschaft zählen auch die Rotten Bernau, Maueröd, Spitzhof und Steinhof sowie die Einzellagen Aschermühle, Dapfhof, Flattingreith, Groß-Hummelberg, Klein-Hummelberg, Prollnhof und Stücklhof.

## Geschichte
Der Ort wurde 1556 zum ersten Mal schriftlich als Außer- und Innerhumblberg erwähnt und gehörte damals zum Amt Traunstein.
Im Jahr 1822 wurde der Ort als Dorf mit fünf Häusern genannt, das nach Traunstein eingepfarrt war, wohin auch die Kinder eingeschult wurden. Die Herrschaft Rappottenstein besaß die Ortsobrigkeit, übte die Landgerichtsbarkeit aus, besorgte die Konskription und hatte die Grundherrschaft inne.
Mit der Aufhebung der Grundherrschaften und der Entstehung der Ortsgemeinden wurde der Ort 1849 eine Katastralgemeinde der Gemeinde Traunstein, zu dieser zählten auch noch die Einzellagen Aschermühle, Dapphof, Flattingreith, Maueröd, Pernau, Prolnhof, Gallnaugrub, Steinhof und Stücklhof.
Laut Adressbuch von Österreich waren im Jahr 1938 in Großhummelberg drei Landwirte mit Ab-Hof-Verkauf ansässig und in Kleinhummelberg ein Viehhändler und zwei Landwirte ansässig.

## Siedlungsentwicklung
Zum Jahreswechsel 1979/1980 befanden sich in der Katastralgemeinde Hummelberg Amt insgesamt 24 Bauflächen mit 14.949 m² und 5 Gärten auf 226 m², 1989/1990 gab es 24 Bauflächen. 1999/2000 war die Zahl der Bauflächen auf 60 angewachsen und 2009/2010 bestanden 50 Gebäude auf 73 Bauflächen.

## Bodennutzung
Die Katastralgemeinde ist landwirtschaftlich geprägt. 310 Hektar wurden zum Jahreswechsel 1979/1980 landwirtschaftlich genutzt und 224 Hektar waren forstwirtschaftlich geführte Waldflächen. 1999/2000 wurde auf 242 Hektar Landwirtschaft betrieben und 286 Hektar waren als forstwirtschaftlich genutzte Flächen ausgewiesen. Ende 2018 waren 203 Hektar als landwirtschaftliche Flächen genutzt und Forstwirtschaft wurde auf 315 Hektar betrieben. Die durchschnittliche Bodenklimazahl von Hummelberg Amt beträgt 19,5 (Stand 2010).

## Bilder

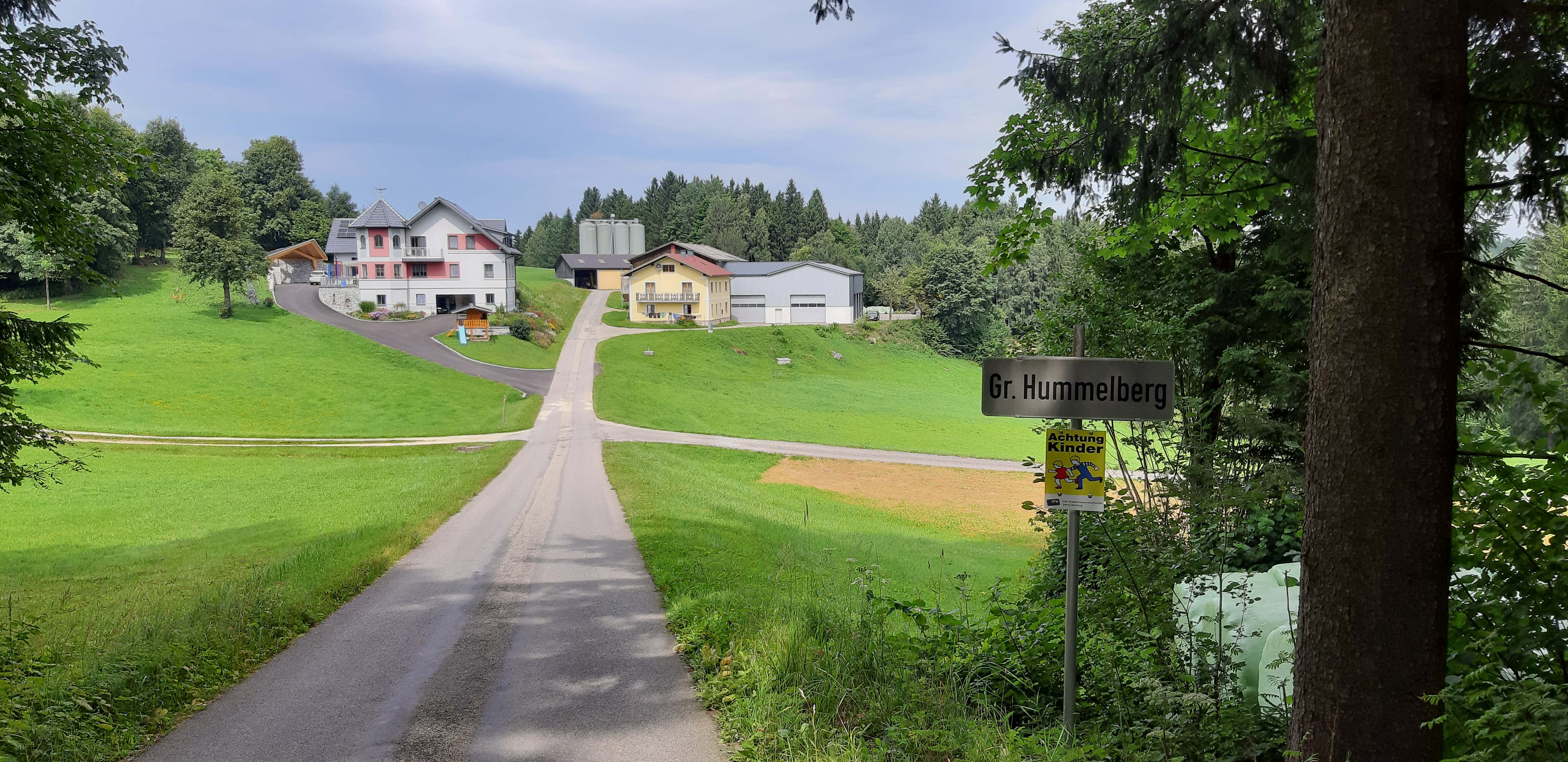
Blick auf Groß-Hummelberg
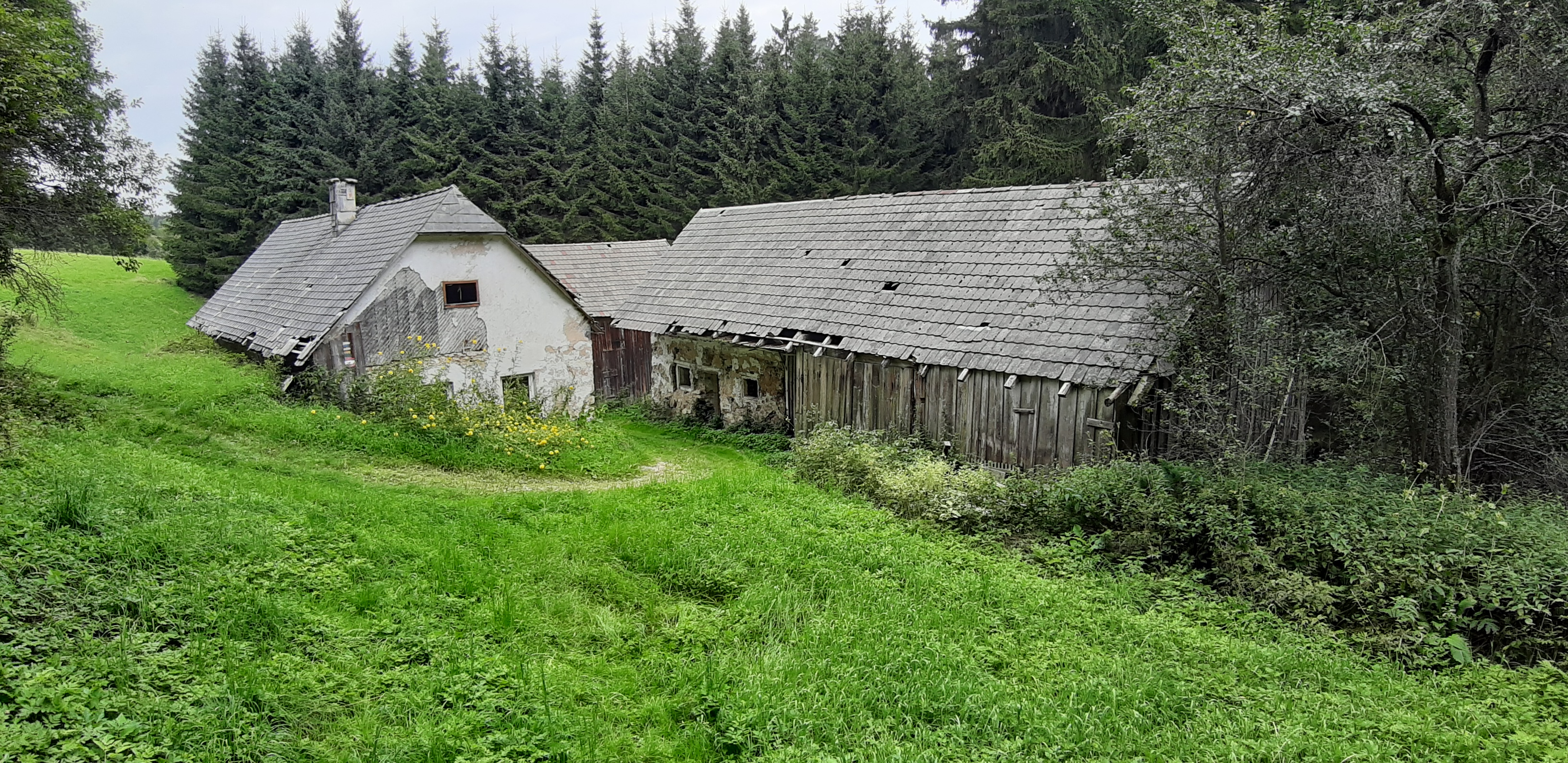
Blick auf die Aschermühle
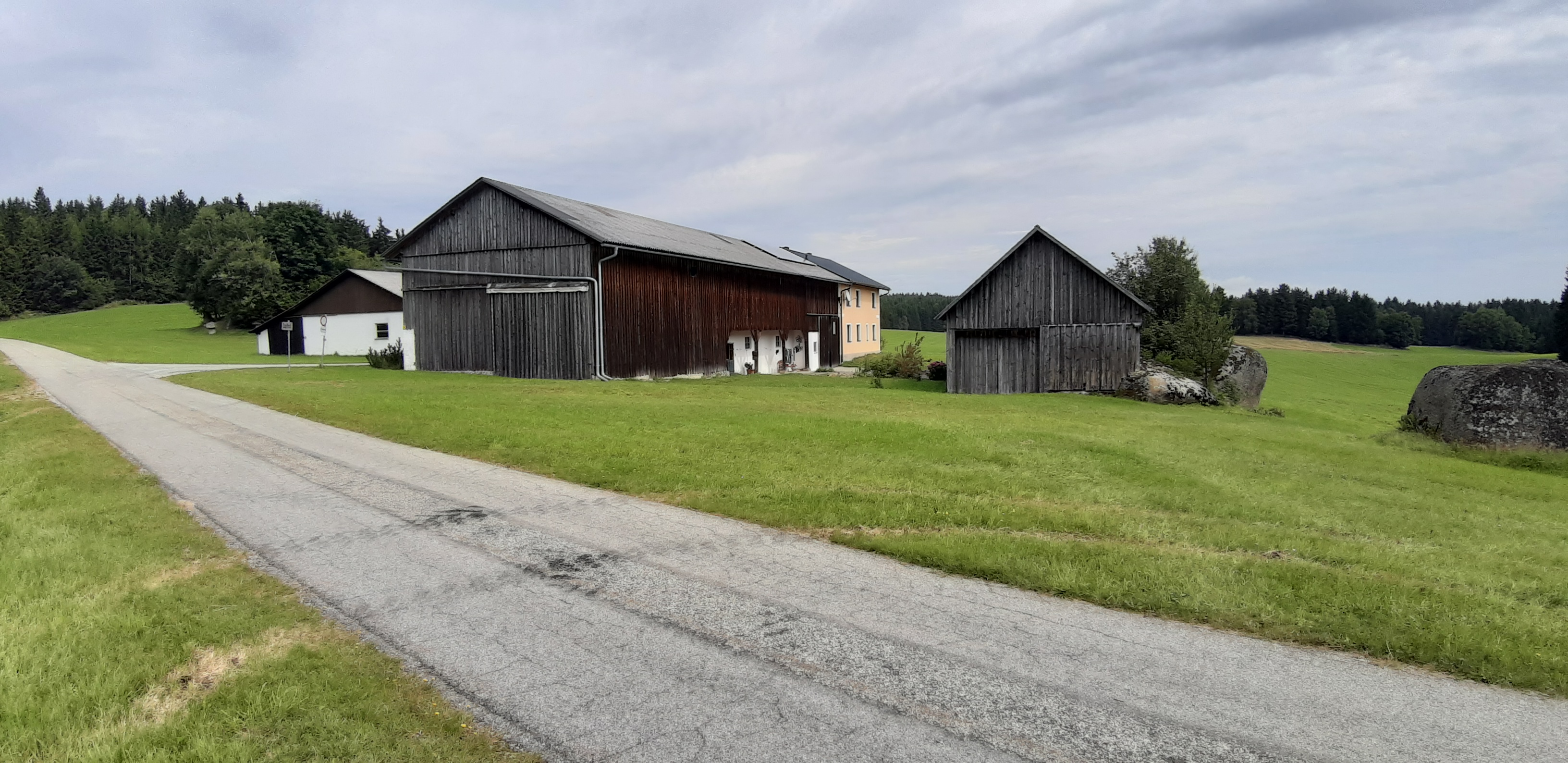
Blick auf den Dapfhof